# ABIT
Universal ABIT Co., Ltd – tajwańskie przedsiębiorstwo produkujące podzespoły komputerowe, aktywne od końca lat 80. do końca 2008. ABIT był najbardziej znany z produkcji płyt głównych, produkowanych dla entuzjastów przetaktowywania komponentów komputera. W roku 2005 firma napotkała trudności finansowe. Skutkiem tego było połączenie oddziału zajmującego się produkcją płyt głównych ze spółką Universal Scientific Industrial Co., Ltd. (USI).

## Historia
Firma ABIT została założona w roku 1989. W 1991 stała się najszybciej rozwijającym się przedsiębiorstwem produkującym płyty główne, osiągając sprzedaż na poziomie 10 milionów USD. W roku 2000 akcje spółki weszły na giełdę TAIEX. By dorównać kroku dobrym wynikom sprzedaży, przedsiębiorstwo otworzyło nowoczesną fabrykę w chińskim mieście Suzhou, zaś kwaterę główną przeniosło do Naihu, dzielnicy Tajpej. Według danych firmy, liczba sprzedanych płyt głównych podwoiła się między rokiem 2000 a 2001.
Dobre czasy dla ABITu jednak się skończyły. 15 grudnia 2001 giełda tajwańska obniżyła notowania akcji producenta, wskutek wątpliwych praktyk księgowych. Przeprowadzone dochodzenie ujawniło, że większość działań importowych i eksportowych firmy prowadzona była przez siedem firm zewnętrznych, zarejestrowanych pod tym samym adresem i dysponujących majątkiem 2 dolarów hongkońskich każda. Był to krok, który pozwalał sztucznie zwiększyć raporty o sprzedaży płyt głównych. Media hongkońskie ujawniły również, że wobec zarządu spółki prowadzone jest postępowanie związane ze sprzeniewierzeniem funduszy.
W związku z kurczącymi się funduszami, w lipcu 2005, ABIT zadecydował o inwestycji w firmy w Wan Hai. 28 grudnia 2005 serwis DigiTimes podał wiadomość, że przedsiębiorstwo nadal boryka się z trudnościami. Jego wartość netto wynosiła 325 milionów dolarów amerykańskich w listopadzie 2004, zaś w październiku 2005 tylko 51 milionów USD. Tajwańskie centrum udziałów i ochrony przyszłych inwestycji nadal zajmuje się weryfikacją oświadczeń finansowych spółki, w których stwierdzono nieprawidłowości.
25 stycznia 2006 ABIT ujawnił, że firma USI zainteresowana jest zakupem jednostki produkującej płyty główne, jak też samej marki i zwołał specjalne zgromadzenie akcjonariuszy poświęcone sprzedaży budynku firmy mieszczącego się w Neihu, zmianie nazwy przedsiębiorstwa, pozbyciu się aktywów i uwolnieniu menedżerów spółki od ograniczeń konkurencyjności. Budynek został sprzedany w celu pozyskania środków na obsługę zadłużenia, zaś nabywcą stał się Deutsche Bank.
Po przejęciu działu płyt głównych ABITu przez USI, pozostałe działy przedsiębiorstwa zapowiadają przeniesienie swych działań na grunt dystrybucji podzespołów komputerowych i produktów sieciowych, zaś zakład produkcyjny w Suzhou pozostanie w użytku tylko do celów kontraktowych.
USI wykorzystuje zakupiony dział firmy ABIT oraz markę pod nazwą Universal ABIT. W Stanach Zjednoczonych przedsiębiorstwo funkcjonuje pod nazwą ABIT Computer Corporation.
Końcem trzeciego kwartału 2008 roku przedsiębiorstwo ogłosiło, że ma zamiar zakończyć produkcję płyt głównych i chce się skupić na produkcji innego sprzętu. Zapewnia jednak użytkownikom wsparcie i gwarancję na następne trzy lata.
Wraz z nastaniem grudnia, sprzedawane produkty nie dały mu wyjść na prostą. Universal Scientific Industrial postanowił zamknąć Abita.

## Kwestie techniczne
ABIT stał się jedną z pierwszych ofiar „plagi kondensatorów”, kupując około 2000 roku partię wadliwych tajwańskich kondensatorów, które doprowadzały do zbyt wczesnych uszkodzeń produkowanych płyt głównych. ABIT był jak do tej pory jedynym przedsiębiorstwem, która przyznało się do wykorzystywania w swoich konstrukcjach kondensatorów niskiej jakości, przyjmując od użytkowników wadliwe płyty główne i naprawiając je. Dzisiejsze konstrukcje przedsiębiorstwa zawierają wysokiej klasy kondensatory japońskie, najczęściej firmy Rubycon.

## Osiągnięcia techniczne
ABIT wśród entuzjastów komputerów PC postrzegany był jako producent płyt podatnych na „podkręcanie”. Pod koniec lat 90. przedsiębiorstwo wprowadziło do swoich produktów funkcję Softmenu, która stanowiła jeden z pierwszych bezzworkowych systemów konfiguracji płyt głównych, zezwalający na sterowanie przetaktowywaniem komponentów komputera z poziomu BIOSu, nie zaś przy pomocy zworek. Funkcja Softmenu doczekała się wersji rozszerzonej, wprowadzonej wraz z układem μGuru. Układ ten był specjalnie stworzonym dla ABITu mikroprocesorem, pozwalającym, w połączeniu z oprogramowaniem płyty, zmieniać częstotliwość taktowania jej komponentów „w locie”, nawet w trakcie działania systemu operacyjnego. Udostępniając użytkownikowi natychmiastowo informacje o konsekwencjach wprowadzonych zmian, układ μGuru pozwala szybko ustalić optymalne parametry pracy podzespołów, oszczędzając czas użytkownika. μGuru pozwala również na umieszczenie w komorze na 5,25-calowy napęd odpowiedniego panelu monitorującego, połączonego z płytą główną przewodem i udostępniającego informacje o taktowaniu i napięciach zasilających poszczególne komponenty.
ABIT jako pierwszy umożliwił działanie chipsetów Intela serii BX z taktowaniem szyny rzędu 133 MHz, wprowadzając na rynek model AB-BX133. Kolejnym osiągnięciem firmy było wprowadzenie symetrycznej wieloprocesorowości (SMP) dla układów Celeron z rdzeniem Mendocino, w modelu BP6. Było to osiągnięcie o tyle ważne, że Intel zablokował działania SMP w Celeronach.
W roku 2004 ABIT wprowadził na rynek system chłodzenia OTES. Oparte na ciepłowodach (heat pipe) rozwiązanie miało za zadanie przenosić wytwarzane przez elementy płyty głównej (lub przez regulatory napięcia) ciepło i wydalać je poza system przez tylny panel obudowy komputera.